# Фінкасл (Вірджинія)
Фінкасл (англ. Fincastle) — місто (англ. town) в США, в окрузі Ботаторт штату Вірджинія. Населення — 755 осіб (2020).

## Географія
Фінкасл розташований за координатами 37°29′58″ пн. ш. 79°52′32″ зх. д. / 37.49944° пн. ш. 79.87556° зх. д. (37.499390, -79.875647).  За даними Бюро перепису населення США в 2010 році місто мало площу 0,61 км², уся площа — суходіл.

## Демографія
Згідно з переписом 2010 року, у місті мешкали 353 особи в 125 домогосподарствах у складі 71 родини. Густота населення становила 578 осіб/км².  Було 143 помешкання (234/км²).
Расовий склад населення:
| - 89,0 % — білих - 9,3 % — чорних або афроамериканців - 0,6 % — азіатів - 1,1 % — осіб інших рас |

До двох чи більше рас належало 0,0 %. Частка іспаномовних становила 1,7 % від усіх жителів.
За віковим діапазоном населення розподілялося таким чином: 12,5 % — особи молодші 18 років, 72,5 % — особи у віці 18—64 років, 15,0 % — особи у віці 65 років та старші. Медіана віку мешканця становила 41,1 року. На 100 осіб жіночої статі у місті припадало 140,1 чоловіків;  на 100 жінок у віці від 18 років та старших — 145,2 чоловіків також старших 18 років.
Середній дохід на одне домашнє господарство  становив 75 427 доларів США (медіана — 64 250), а середній дохід на одну сім'ю — 85 710 доларів (медіана — 100 893). За межею бідності перебувало 22,9 % осіб, у тому числі 36,2 % дітей у віці до 18 років та 32,8 % осіб у віці 65 років та старших.
Цивільне працевлаштоване населення становило 146 осіб. Основні галузі зайнятості: науковці, спеціалісти, менеджери — 23,3 %, освіта, охорона здоров'я та соціальна допомога — 19,9 %, виробництво — 13,0 %, мистецтво, розваги та відпочинок — 12,3 %.